# Saulnes
Saulnes település Franciaországban, Meurthe-et-Moselle megyében. Lakosainak száma 2261 fő (2022. január 1.). Saulnes Differdange, Pétange, Herserange, Hussigny-Godbrange és Longlaville községekkel határos.

## Népesség
A település népessége az elmúlt években az alábbi módon változott:
| Lakosok száma | 3418 | 2783 | 2473 | 2358 | 2434 | 2419 | 2413 | 2415 | 2362 | 2261 |
|               | 1968 | 1982 | 1990 | 2006 | 2013 | 2015 | 2017 | 2019 | 2020 | 2022 |